# Juncus megacephalus
Juncus megacephalus är en tågväxtart som beskrevs av Moses Ashley Curtis. Juncus megacephalus ingår i släktet tåg, och familjen tågväxter. Inga underarter finns listade i Catalogue of Life.